# Григорий (Настеский)
Митрополи́т Григо́рий (в миру Борче Любомир Настеский, макед. Борче Љубомир Настески; род. 16 января 1978, Прилеп) — епископ Македонской православной церкви, митрополит Кумановский и Осоговский.

## Биография
Родился 16 января 1978 года в Прилепе в семье Любомира и Ристаны. С отличием окончил начальную и среднюю школу в своем родном городе. В 1996 году он поступил на факультет промышленного менеджмента Технического факультета в Битоле, который окончил в 2001 году. В 2003 году закончил магистратуру в Институте экономики при Университете Святых Кирилла и Мефодия в Скопье.
В декабре 2003 года принял в послушники, а в мае 2004 года был возведён в сан иподиакона.
В 2004 году он поступил в аспирантуру на богословский факультет Университета Святого Климента Охридского в Софии. В 2005 году в монастыре святого Леонтия в Водоче митрополитом Наумом (Илиевским) пострижен в малую схиму. В том же году рукоположен в сан иеродиакона..
Получил докторскую степень в Институте социологических и политико‒правовых исследований в 2005 году. 14 июля 2006 года в Институте социологических и политико-правовых исследований он защитил докторскую диссертацию на тему: «Влияние внешней конкуренции на стратегии диверсификации македонских банков».
10 февраля 2006 года в монастыре святого Георгия и святого Антония Великого в Ново-Село, община Струмица, был рукоположен во иеромонаха.
В августе 2007 года перешёл в ставропигиальный монастырь Рождества Пресвятой Богородицы в Калиште, община Струга.
13 сентября 2012 года защитил докторскую диссертацию на тему: «Христологические и сотириологические аспекты евхаристической реинтеграции личности» на богословском факультете Университета Святого Климента Охридского в Софии
В январе 2015 года был принят в клир Куманово-Осоговской епархии, а митрополитом Иосифом (Пейовским) назначен заместителем архиерея.
7 августа 2015 года в монастыре святого Иоакима Осоговского был возведён в сан игумена митрополитом Иосифом (Пейовским).
В 2016 году решением Священного Архиерейского Синода Македонской православной церкви был избран архимандритом.
21 мая 2020 года решением Священного Архиерейского Синода Македонской православной церкви по предложению митрополита Куманово-Осоговского Иосифа избран епископом Сарандопорским, а на том же заседании назначен епархиальным архиереем Куманово-Осоговским.
26 июля 2020 года в кафедральном храме «Святителя Николая Чудотворца» городе Куманово архиепископ Охридский и Македонский Стефан (Веляновский), совместно с членами Священного Архиерейского Синода Македонской православной церкви совершили хиротонию архимандрита Григория во епископа Сарандопорского и возвели его на престол митрополита Куманово-Осоговского.